# 341省道 (江苏省)
江苏341省道又名惠山—博望公路，是江苏省南部的一条东西向省道。东起无锡市惠山区阳山镇，接沪宜高速阳山互通，向西南下穿太湖竺山湖区，经宜兴市北部、溧阳市北部、南京市溧水区南部，止于溧水区石湫镇苏皖界，西接安徽445省道。其中宜兴周铁至和桥段、溧阳上黄段在建，宜兴和桥以西段、溧阳长荡湖段待建。

## 历史
341省道的前身是老河口—明觉公路，1968年全线通车，1979年列入江苏省107条干线公路。1987年调整规划后，老明路编号为苏322，起于溧阳上兴老河口村，接104国道，向西经溧水县城、洪蓝乡，终于溧水明觉乡（今属石湫镇）苏皖界，全长53.6公里。其中溧水城区至洪蓝段7.5公里利用苏102南京至高淳公路。
2000年末，老明公路溧水秦淮大道以西段改扩建完成，2002年末溧阳段改扩建完成，2003年7月溧水秦淮大道以东段改扩建完成。其中溧水城区段南移新建天生桥大道，白马镇区段西绕新建改线。
2003年江苏省道网规划调整后，老明线编号改为S341，全长51.3公里。
2011年江苏省道网规划调整，老明线规划起点延至无锡马山，改称宜兴—溧水公路，简称宜溧线，规划全长增至124公里，规划新增路段马山至老河口段全线待建。
2016年，341省道石湫至明觉以北段升级为235国道。
2016年至2017年，341省道溧水全境路段南移，分期陆续通车，341省道改经晶桥镇至明觉南部苏皖界，由接安徽442省道改接安徽445省道，不再绕行溧水城南。
2018年，341省道溧阳上兴段（溧水界至宁杭高铁上跨桥）改线、溧阳别桥段（扬溧高速东至233国道）新建通车，341省道不再绕行上兴镇区。
2021年，341省道无锡马山段新建通车。
2022年至2024年，341省道溧阳竹箦段（宁杭高铁上跨桥至扬溧高速东）分期新建陆续通车。
2024年底竺山湖隧道（无锡马山至宜兴周铁段）通车。
2023年江苏省道网规划调整，341省道规划起点延至无锡阳山，改称惠山—博望公路，规划新增路段陆马公路已于2005年建成通车。

## 主要交会道路
无锡段：
- 沪宜高速阳山互通
- 635国道（环太湖公路）
- 沪常高速马山互通

宜兴段：
- 282省道（范蠡大道）
- 342省道（东氿大道）
- 262省道（滆湖东路）
- 240省道（宜金公路）
- 263省道（官张公路）
- 扬乐高速官林互通

溧阳段：
- 239省道
- 阜溧高速上黄互通
- 233国道
- 265省道
- 104国道
- 长深高速曹山互通
- 127省道（老明公路）

溧水段：
- 246省道
- 204省道
- 235国道
- 445省道（博望大道）